# Bf 161 (航空機)
メッサーシュミット Bf 161
- 用途：偵察機
- 製造者：メッサーシュミット
- 運用者：ナチス・ドイツ
- 初飛行：1938年3月9日
- 生産数：2機（試作のみ）
- 運用状況：退役

メッサーシュミット Bf 161 （ドイツ語：Messerschmitt Bf 161）は1930年代にドイツのメッサーシュミットが試作した双発の偵察機である。

## 概要
Bf 161 は Bf 110 戦闘機をベースに開発された偵察専用機で、Bf 162 爆撃機と同様の設計になっていた。試作一号機の V1 はユンカース ユモ 210 エンジンを使用し1938年3月9日に初飛行した。続いてダイムラー・ベンツ DB 600a エンジンを搭載する二号機 V2 が製作され、1938年8月30日に初飛行を行った。
しかしその後すぐに、偵察任務は Bf 110 の派生型で間に合うと結論付けられたため、Bf 161 が量産されることは無かった。2機の試作機は研究と開発のために役立てられた。二号機はアウクスブルクで Me 163 の牽引に使用され、後にはペーネミュンデに場所を移して活躍した。

## 諸元 (Bf 161 V1)
諸元
- 乗員: 3名
- 全長: 12.85 m （42 ft 2 in）
- 全高: 3.64 m （11 ft 11 in）
- 翼幅: 16.69 m（54 ft 9 in）
- 翼面積: 38.5 m2 （414 ft2）
- 空虚重量: 4,890 kg （10,781 lb）
- 動力: ユンカース ユモ 210G レシプロ液冷V型12気筒、730 kW （979 hp）   × 2

性能
- 最大速度: 440 km/h （238 kt, 274mph）
- 実用上昇限度: 8,100 m （26,600 ft）

### 関連機
- Bf 110
- Bf 162